# Phoenix Mustangs
Die Phoenix Mustangs waren eine US-amerikanische Eishockeymannschaft aus Phoenix, Arizona. Das Team spielte von 1997 bis 2001 in der West Coast Hockey League.

## Geschichte
Die Phoenix Mustangs wurden 1997 als Franchise der West Coast Hockey League gegründet. In ihrer ersten Spielzeit erreichte die Mannschaft als Zweiter der WCHL South-Division auf Anhieb die Playoffs um den Taylor Cup, in denen sie nach einem 3:2-Erfolg in der Best-of-Five-Serie über die Fresno Fighting Falcons erst in der zweiten Runde mit einem Sweep in der Best-of-Seven-Serie am späteren Meister San Diego Gulls scheiterten. Nach einem Erstrundenaus im folgenden Jahr absolvierte die Mannschaft aus Arizona in der  Saison 1999/2000 ihre erfolgreichste Spielzeit. Durch Siege in den Playoffs über die Bakersfield Condors, San Diego Gulls und schließlich im Finale die Tacoma Sabercats, die mit 4:0-Siegen geschlagen wurden, gewannen die Phoenix Mustangs zum ersten und einzigen Mal den Taylor Cup. Im Anschluss an die folgende Spielzeit wurde das Franchise von den Verantwortlichen aufgelöst.

## Saisonstatistik
Abkürzungen: GP = Spiele, W = Siege, L = Niederlagen, T = Unentschieden, OTL = Niederlagen nach Overtime SOL = Niederlagen nach Shootout, Pts = Punkte, GF = Erzielte Tore, GA = Gegentore, PIM = Strafminuten
| Saison  | GP | W  | L  | T | OTL | SOL | Pts | GF  | GA  | Platz     | Playoffs                        |
| 1997/98 | 64 | 36 | 25 | — | 3   | —   | 75  | 267 | 235 | 2., WCHLS | Niederlage in der zweiten Runde |
| 1998/99 | 71 | 32 | 33 | — | 6   | —   | 70  | 260 | 284 | 3., WCHLS | Niederlage in der ersten Runde  |
| 1999/00 | 72 | 31 | 35 | — | 6   | —   | 68  | 264 | 284 | 3., WCHLS | Taylor Cup                      |
| 2000/01 | 72 | 21 | 48 | — | 3   | —   | 45  | 213 | 333 | 5., WCHLS | nicht qualifiziert              |

## Team-Rekorde

### Karriererekorde
Spiele: 212  Sean Whyte
Tore: 135  Hugo Bélanger
Assists: 213   Hugo Bélanger
Punkte: 349  Hugo Bélanger
Strafminuten: 419  Jamie Allan

## Bekannte Spieler
- Sean Whyte
- Hugo Bélanger
- Michael De Angelis
- Gert Prohaska